# Giorgio Anglesio
Giorgio Anglesio (ur. 13 kwietnia 1922 w Turynie, zm. 24 lipca 2007 w Rocca Canavese) – włoski szpadzista, złoty medalista olimpijski i wielokrotny medalista mistrzostw świata.
Na igrzyskach olimpijskich w Melbourne w 1956 roku Włosi w składzie: Edoardo Mangiarotti, Giuseppe Delfino, Carlo Pavesi, Franco Bertinetti, Giorgio Anglesio i Alberto Pellegrino zdobyli drużynowo złoty medal. W zawodach indywidualnych nie startował.
Podczas mistrzostw świata w Monte Carlo w 1950 roku wspólnie z Giuseppe Delfino, Edoardo Mangiarottim, Dario Mangiarottim, Fiorenzo Marinim i Carlo Pavesim zdobył złoty medal w zawodach drużynowych. W tej samej konkurencji Włosi z Anglesio w składzie zdobywali też złote medale na mistrzostwach świata w Brukseli (1953), mistrzostwach świata w Luksemburgu (1954), mistrzostwach świata w Rzymie (1955) i mistrzostwach świata w Paryżu (1957). Ponadto na MŚ 1955 wywalczył złoty medal w zawodach indywidualnych, wyprzedzając Franco Bertinettiego i Carlo Pavesiego.
W 1954 został indywidualnym mistrzem Włoch.